# Per Nilsson (piłkarz)
Per Nilsson (ur. 15 września 1982 w Härnösand) – szwedzki piłkarz grający na pozycji obrońcy.

## Kariera klubowa
Per Nilsson profesjonalną piłkarską karierę rozpoczynał w IFK Timrå. W sezonie 1998 rozegrał w jego barwach 10. meczów i strzelił sześć goli. W 1999 roku przeszedł do GIF Sundsvall. Pierwszą bramkę zdobył 29 maja 2000 roku w wygranym 1:0 wyjazdowym spotkaniu z Helsingborgs IF. Przez trzy lata spędzone w Sundsvall rozegrał w lidze 41. meczów. W 2001 roku trafił do AIK Fotboll. Zadebiutował w nim w pojedynku przeciwko IFK Norrköping. Szybko wywalczył miejsce w podstawowym składzie i regularnie występował na boiskach Allsvenskan.
W 2005 roku Nilsson przeszedł do Odds BK. W nowym zespole zadebiutował 10 kwietnia w zremisowanym 1:1 spotkaniu z Tromsø IL. Pierwszego gola strzelił natomiast 12 czerwca w meczu przeciwko Molde FK, czym przyczynił się do zwycięstwa swojej drużyny 2:1. W sezonie 2005 rozegrał w lidze 22. spotkania, a w kolejnych rozgrywkach na boisku pojawiał się 24. razy. Zaprezentował także wysoką skuteczność – strzelił pięć goli, w tym dwa w wygranym 3:2 spotkaniu przeciwko Tromsø IL. W sezonie 2007 wystąpił w 12. pojedynkach.
W lipcu 2007 roku Nilsson trafił do TSG 1899 Hoffenheim. W jego barwach 12 sierpnia zadebiutował w 2. Bundeslidze w przegranym 2:3 meczu przeciwko SV Wehen Wiesbaden, w którym wystąpił przez pełne 90. minut. W nowym zespole szybko wywalczył miejsce w podstawowym składzie. Wraz ze swoją drużyną w sezonie 2007/2008 uzyskał promocję do nienieckiej ekstraklasy. Po raz pierwszy wystąpił w niej w sierpniu 2008 roku, w pojedynku z Energie Cottbus. Przez kolejne dwa lata pełnił głównie rolę rezerwowego.
W lipcu 2010 roku podpisał kontrakt z 1. FC Nürnberg. W 2014 roku przeszedł do FC København. W 2016 zakońćzył karierę.

## Kariera reprezentacyjna
Per Nilsson zadebiutował w reprezentacji Szwecji w 2001 roku. Dwa lata później zaliczył kolejne występy w barwach narodowych. Łącznie rozegrał 16 meczów w kadrze narodowej. W kadrze po raz ostatni zagrał w 2007 roku.